# Nacaduba biakana
Nacaduba biakana är en fjärilsart som beskrevs av Tite 1963. Nacaduba biakana ingår i släktet Nacaduba och familjen juvelvingar. Inga underarter finns listade i Catalogue of Life.